# Вальєнар

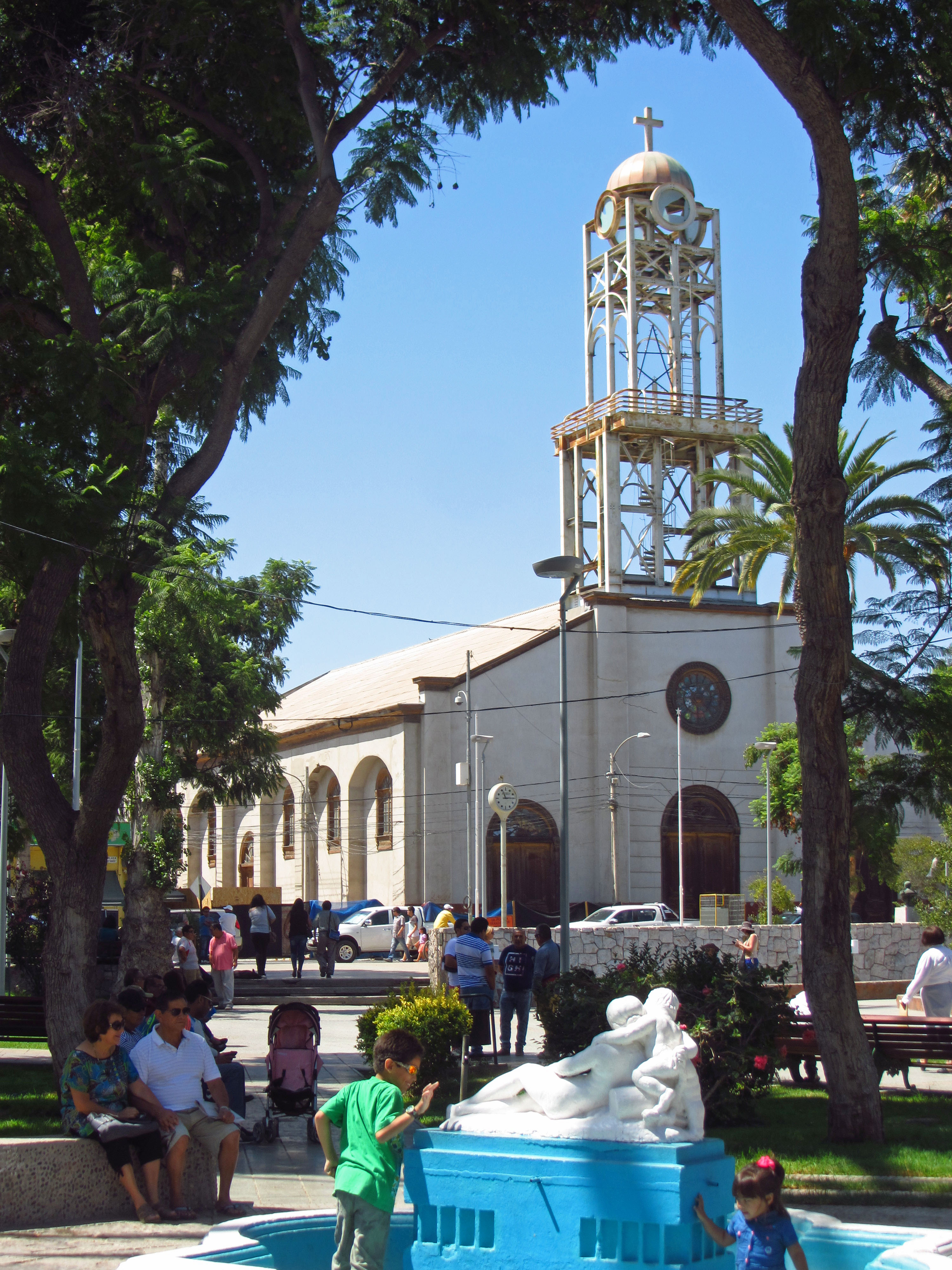
Міська площа

Вальєнар (ісп. Vallenar) — місто в Чилі. Адміністративний центр однойменної комуни та провінції Уаско. Населення міста — 51 917 осіб (2017). Місто і комуна входить до складу провінції Уаско і регіону Атакама.
Територія — 7 084 км². Чисельність населення — 51 917 мешканців (2017). Щільність населення — 7,33 чол./км².

## Розташування
Місто розташоване в долині річки Ельке.
Комуна межує:
- на півночі — комуна Копіапо
- на сході — провінції Тьєрра-Амарилья
- на південному сході — комуна Альто-дель-Кармен
- на півдні — комуна Ла-Ігуера
- на заході — комуни Фрейрина, Уаско

### Клімат
Місто знаходиться у зоні, котра характеризується кліматом тропічних пустель. Найтепліший місяць — лютий із середньою температурою 20.6 °C (69 °F). Найхолодніший місяць — липень, із середньою температурою 12.8 °С (55 °F).
| Клімат Вальєнара        | Клімат Вальєнара | Клімат Вальєнара | Клімат Вальєнара | Клімат Вальєнара | Клімат Вальєнара | Клімат Вальєнара | Клімат Вальєнара | Клімат Вальєнара | Клімат Вальєнара | Клімат Вальєнара | Клімат Вальєнара | Клімат Вальєнара | Клімат Вальєнара |
| Показник                | Січ.             | Лют.             | Бер.             | Квіт.            | Трав.            | Черв.            | Лип.             | Серп.            | Вер.             | Жовт.            | Лист.            | Груд.            | Рік              |
| Абсолютний максимум, °C | 28               | 30               | 29               | 28               | 25               | 28               | 24               | 28               | 28               | 30               | 29               | 27               | 30               |
| Середній максимум, °C   | 26               | 27               | 25               | 22               | 20               | 20               | 18               | 20               | 20               | 22               | 24               | 25               | 22               |
| Середня температура, °C | 19               | 20               | 18               | 15               | 14               | 14               | 12               | 13               | 14               | 15               | 17               | 18               | 16               |
| Середній мінімум, °C    | 13               | 14               | 11               | 9                | 8                | 8                | 7                | 7                | 8                | 9                | 10               | 11               | 10               |
| Абсолютний мінімум, °C  | 11               | 12               | 7                | 6                | 6                | 2                | 2                | 3                | 4                | 5                | 7                | 9                | 2                |
| Вологість повітря, %    | 71               | 68               | 70               | 75               | 73               | 66               | 69               | 71               | 78               | 79               | 78               | 74               | 73               |
| ----------------------- | ---------------- | ---------------- | ---------------- | ---------------- | ---------------- | ---------------- | ---------------- | ---------------- | ---------------- | ---------------- | ---------------- | ---------------- | ---------------- |
| Джерело: Weatherbase    |                  |                  |                  |                  |                  |                  |                  |                  |                  |                  |                  |                  |                  |